# Omatnikowate
Omatnikowate (Theridiidae) – rodzina pająków z podrzędu Opisthothela obejmująca ponad 2350 gatunków podzielonych na ok. 120 rodzajów. W Polsce występuje ponad 60 gatunków, głównie z rodzajów: Achaearanea, Dipoena, Steatoda, Theridion.
Najbardziej znane gatunki:
- czarna wdowa
- czerwona wdowa
- karakurt
- Steatoda grossa
- wdowa
- zyzuś tłuścioch
- zawijak żółtawy